# Affutage
Affutage er et underlag eller monteringsstativ til våben. Betegnelsen kan benyttes om et kanonunderlag eller morterstativ, men benyttes også om et stativ til fast montage af let eller tungt maskingevær på køretøjer eller blot stående på jorden eller på et skib. Fordelen er bedre kontrol over våbnet under skydning og dermed større skudvidde. Der findes affutager til montering af 2, 3 eller 4 ens maskingeværer, såkaldte tvillinge- , trillinge- og firlingeaffutager, som kan være manuelt eller maskinelt rettede. Fordelen her er, at en enkelt skytte kan yde større ildkraft, da aftrækkermekanismerne betjenes synkront. Sådanne affuteringer anvendes hovedsageligt til luftværnsvåben.
Betegnelsen lavet (som fx kanonlavet), som også ses, er etymologisk beslægtet med affutage (gennem tysk fra fransk l'affût).

## Affutager
- 12,7 mm firling-affutage.
- Bofors 40 mm luftværnsfelt-affutage.